# یانوش اولینیچاک
یانوش اولِـینیچاک (به لهستانی: Janusz Olejniczak؛ ‏ تلفظ لهستانی: [ˈjanuʂ ɔlɛjˈɲiʈ͡ʂak]؛ ‏ ۲ اکتبر ۱۹۵۲ – ۲۰ اکتبر ۲۰۲۴) موسیقی‌دان، نوازنده پیانو و بازیگر اهل لهستان بود. وی دانش‌آموختهٔ دانشگاه موسیقی شوپن در ورشو می‌باشد.
از جمله فیلم‌ها یا مجموعه‌های تلویزیونی که وی در آن‌ها نقش داشته‌است، می‌توان به پیانیست اشاره نمود که در آن، نوازندگی پیانو را در تمامی صحنه‌های کلوزآپی که دست‌های آدرین برودی را نشان می‌دهد (که در نقش ووادیسواف اشپیلمان پیانو می‌نوازد) به عهده داشته‌است. او به عنوان نوازنده پیانو شهرتی جهانی داشت، به ویژه با اجرای آثار پیانویی فردریک شوپن که بر روی سازهای امروزی یا قدیمی نواخته و اجرا شد. او نقش یک آهنگساز را یکی از فیلم‌های آندژی ژووافسکی در سال ۱۹۹۱ به تصویر کشید.

## زندگی شخصی
اولینیچاک در ۲۰ اکتبر ۲۰۲۴، در سن ۷۲ سالگی بر اثر حمله قلبی درگذشت.

## جوایز
اولینیچاک صلیب افسری نشان افتخار تولد لهستان را در سال ۲۰۰۰، جایزه سالانهٔ موسیقی وزارت فرهنگ لهستان در سال ۲۰۰۳، مدال گلوریا آرتیس برای شایستگی فرهنگ در سال ۲۰۰۵ و جایزهٔ افتخاری مروارید اقتصاد لهستان در فرهنگ را در سال ۲۰۱۰ دریافت نمود. او در مجموع ۷ مرتبه برندهٔ «جایزهٔ موسیقی فردریک» شده‌است.